# Sverker II di Svezia
Sverker II Karlsson, detto anche Sverker il Giovane, in svedese Sverker den yngre (1164 – Battaglia di Gestilren, 17 luglio 1210), fu re di Svezia dal 1196 al 1208; era figlio del re Carlo VII Sverkersson e della principessa danese Christina Stigsdatter Hvide.

## Ascesa al trono
A seguito dell'assassinio del padre da parte di Canuto I (Knútr Eiríksson), nel 1167, Sverker, ancora bambino, venne portato in Danimarca dove fu accolto nella famiglia materna. Divenuto adulto si sposò con Benedikte Ebbesdatter alleandosi, così, con il clan dei Galen (che controllava la provincia svedese di Scania) e diventando, altresì, vassallo del re danese Valdemaro II che ne sostenne le rivendicazioni al trono.
Quando nel 1195 Canuto I morì, lasciando orfani i figli ancora bambini, Sverker II fece ritorno in Svezia e, grazie all'appoggio dell'influente jarl, Birger Brosa, venne incoronato re senza alcuna opposizione.

## Regno
Un tratto significativo della sua politica interna fu quello di instaurare ottime relazioni con la chiesa svedese, per rafforzare l'autorità reale che rimaneva piuttosto fragile a causa della lotta per la successione. In particolare concesse diversi privilegi all'arcivescovo di Uppsala Valerius e quando Birger Brosa morì, nel 1202, Sverker, che ne aveva sposato la figlia dopo la morte della prima moglie, investì del titolo di jarl il suo stesso figlio di appena un anno, rafforzando ulteriormente la propria posizione politica.
Nel 1203 mandò in esilio in Norvegia tutti i figli di Canuto I, che avevano iniziato a reclamare diritti sul trono. Nel 1205 questi ultimi condussero una spedizione nel Västergötland, con il supporto della fazione norvegese dei Birkebeiner, occupando la residenza reale svedese di Älgarås. Nello scontro che ne seguì con l'esercito di Sverker II (battaglia di Älgarås), furono uccisi tutti i figli di Canuto eccetto uno, Erik Knutsson, e la residenza venne incendiata.

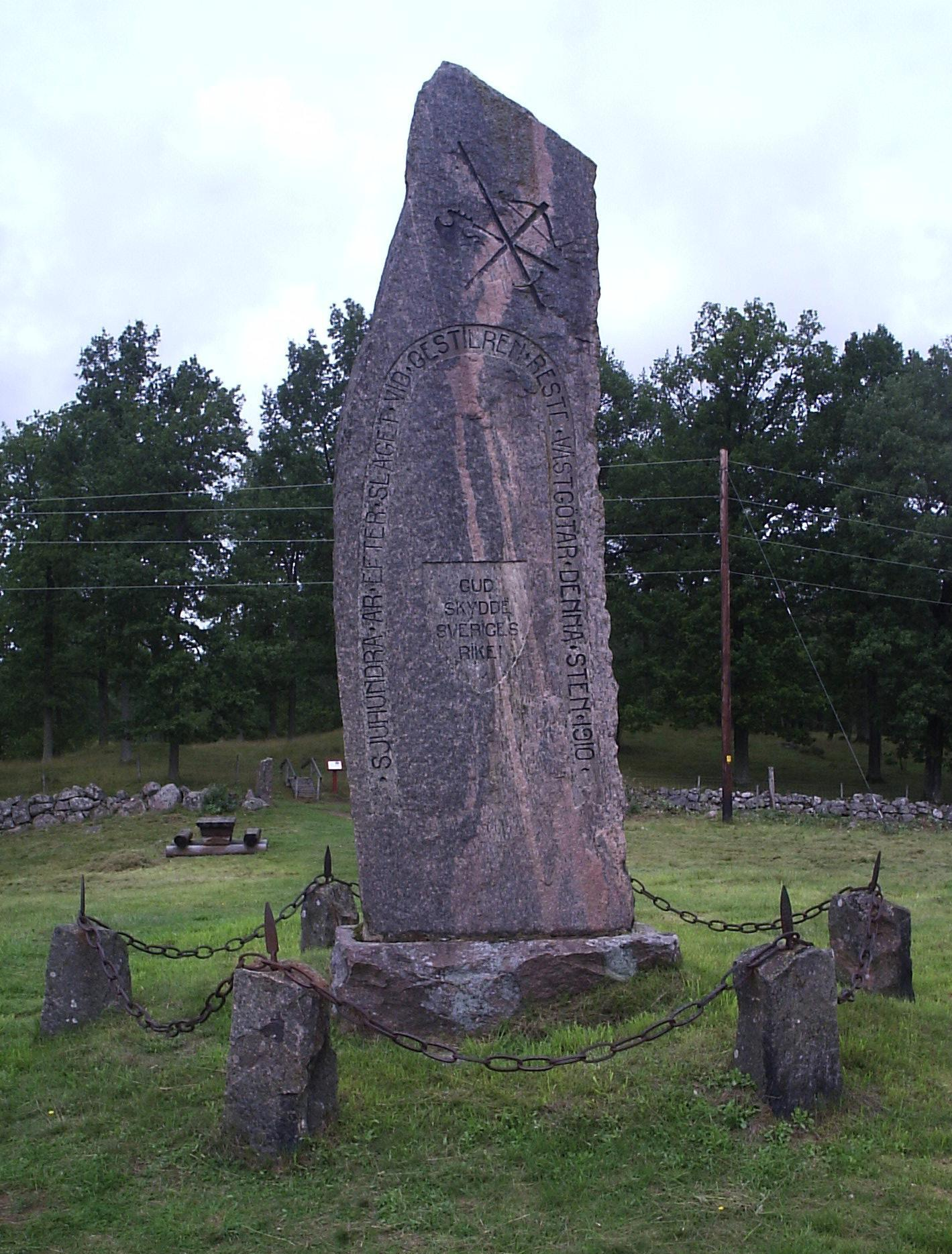
Monumento alla battaglia di Gestilren in cui morì Sverker II

## Deposizione ed esilio
Una successiva spedizione militare di Erik, nel 1208, sempre con l'appoggio dei norvegesi, ebbe esito opposto: Sverker venne sconfitto nella battaglia di Lena ed esiliato in Danimarca; Erik Knuttsson si proclamò re con il titolo di Erik X di Svezia.
Dopo il fallimento di un tentativo di conciliazione diplomatica a suo favore da parte del papa Innocenzo III Sverker II tornò in Svezia per riconquistare il trono con la forza, con il sostegno dei danesi, ma morì nel 1210 nella battaglia di Gestilren.

## Ascendenza
|                            |              |                         | Genitori |  |  | Nonni               |  |  | Bisnonni |  |
|                            |              |                         |          |  |  | Sverker I di Svezia |  |  | Kom Ubbe |  |
|                            |              |                         |          |  |  | Sverker I di Svezia |  |  | Kom Ubbe |  |
|                            |              | …                       |          |  |  | Sverker I di Svezia |  |  |          |  |
| Carlo VII di Svezia        |              |                         |          |  |  | Sverker I di Svezia |  |  |          |  |
|                            |              | Ulvhild Håkonsdotter    | …        |  |  |                     |  |  |          |  |
|                            |              | Ulvhild Håkonsdotter    | …        |  |  |                     |  |  |          |  |
|                            |              | Ulvhild Håkonsdotter    | …        |  |  |                     |  |  |          |  |
| Sverker II di Svezia       |              | Ulvhild Håkonsdotter    |          |  |  |                     |  |  |          |  |
|                            | Stig Tokesen | …                       |          |  |  |                     |  |  |          |  |
|                            | Stig Tokesen | …                       |          |  |  |                     |  |  |          |  |
|                            | Stig Tokesen | …                       |          |  |  |                     |  |  |          |  |
| Kristina Stigsdotter Hvide | Stig Tokesen |                         |          |  |  |                     |  |  |          |  |
|                            |              | Margherita di Danimarca | …        |  |  |                     |  |  |          |  |
|                            |              | Margherita di Danimarca | …        |  |  |                     |  |  |          |  |
|                            |              | Margherita di Danimarca | …        |  |  |                     |  |  |          |  |
|                            |              | Margherita di Danimarca |          |  |  |                     |  |  |          |  |